# Martiño Noriega Sánchez
Martiño Noriega Sánchez (La Corunya, 22 de febrer de 1975) és un metge i polític gallec. Nascut a l'eixample compostel·là, des dels 5 anys va viure al municipi de Teo. Llicenciat en medicina per la Universitat de Santiago de Compostel·la, es va especialitzar medicina familiar a la zona de Santiago de Compostel·la i fins a juliol de 2007 va treballar com a coordinador mèdic de la Fundació d'Emergències Sanitàries del 061.

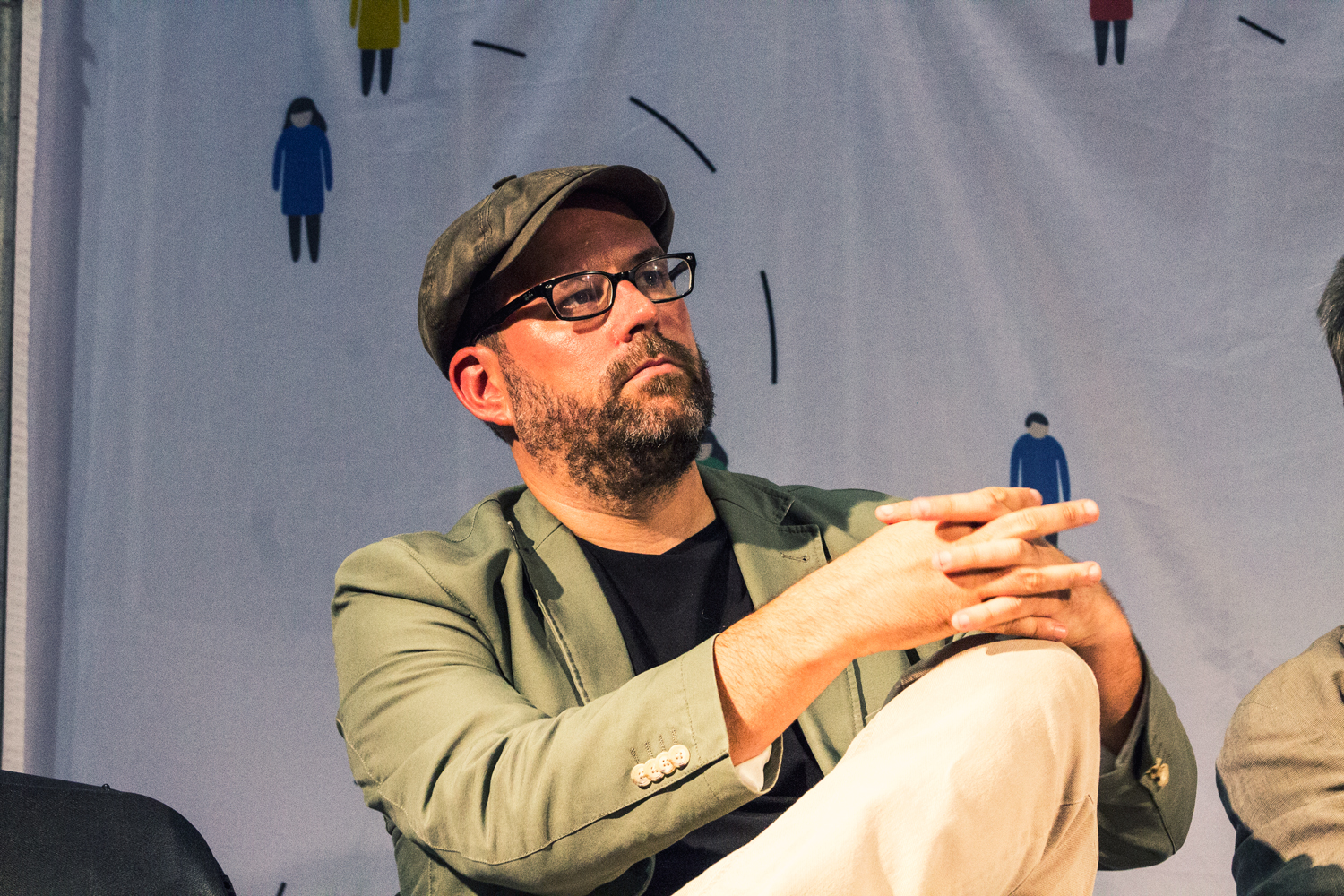
Noriega, el setembre de 2015

Després de militar en l'associació d'estudiants universitaris CAF i de ser representant dels estudiants en el claustre de la Universitat de Santiago, des de 1995 va entrar en política al BNG de Teo, i el 1999 es va convertir en el portaveu d'aquesta formació al municipi. El 2006 va entrar en el Consell Nacional del BNG, i després de les eleccions municipals de 2007 es va convertir en alcalde de Teo, amb un govern en minoria. El 2011 va tornar a ser elegit alcalde i va aconseguir la majoria absoluta.
Com a membre i viceportaveu del col·lectiva Encontro Irmandiño, va abandonar el BNG al febrer de 2012 i al juliol d'aquest mateix any es va unir al moviment polític Anova-Irmandade Nacionalista, on va desenvolupar una primera etapa com a cap d'acció institucional. El juliol de 2013, després de la celebració de l'Assemblea Nacional d'aquesta organització política, va ser escollit coordinador nacional. El novembre de 2014, després de la celebració de la II Assemblea Nacional d'Anova, Martiño Noriega va ser elegit president d'Anova amb Xosé Manuel Beiras.
El maig de 2015 va encapçalar una candidatura d'unitat popular a Santiago, Compostel·la Oberta, que es va ser la llista municipal més votada a les eleccions municipals del 24 de maig. El 13 de juny d'aquest any va ser investit alcalde de Santiago de Compostel·la i va succeir al polític del PP Agustín Hernández.

## Obra publicada
Obra individual
- Por un común denominador. A esquerda da nación. 2.0 editora (2011).

Obres col·lectives
- Á beira de Beiras. Homenaxe nacional, 2011, Galaxia.
- Unha cesta de pombas e mazás. Homenaxe a Isaac Díaz Pardo, Edita. Academia Real Isaac Díaz Pardo. (2013)
- Entrementres.Ensaios para unha nova cultura política. Corsárias Editora. (2014)